# 瑪德琳·阿斯特
瑪德琳·阿斯特（英語：Madeleine Astor，婚前名為：瑪德琳·塔馬奇·霍斯（Madeleine Talmage Force），1893年6月19日—1940年3月27日），美國社交名媛，鐵達尼號倖存者及約翰·雅各·阿斯特四世的爱人。

## 鐵達尼號
瑪德琳的首任丈夫－约翰·雅各·阿斯特四世是鐵達尼號上最富有的乘客，當時兩夫婦在度完蜜月返程中。1912年4月15日，船难发生，瑪德琳上了救生艇，但阿斯特四世卻在船难中喪生。4个月后，瑪德琳生下了遗腹子，約翰·雅各·阿斯特六世（John Jacob Astor VI）。